# Søren Wærenskjold
Søren Wærenskjold, né le 12 mars 2000, est un coureur cycliste norvégien. Il évolue au sein de l'équipe Uno-X Pro.

## Biographie

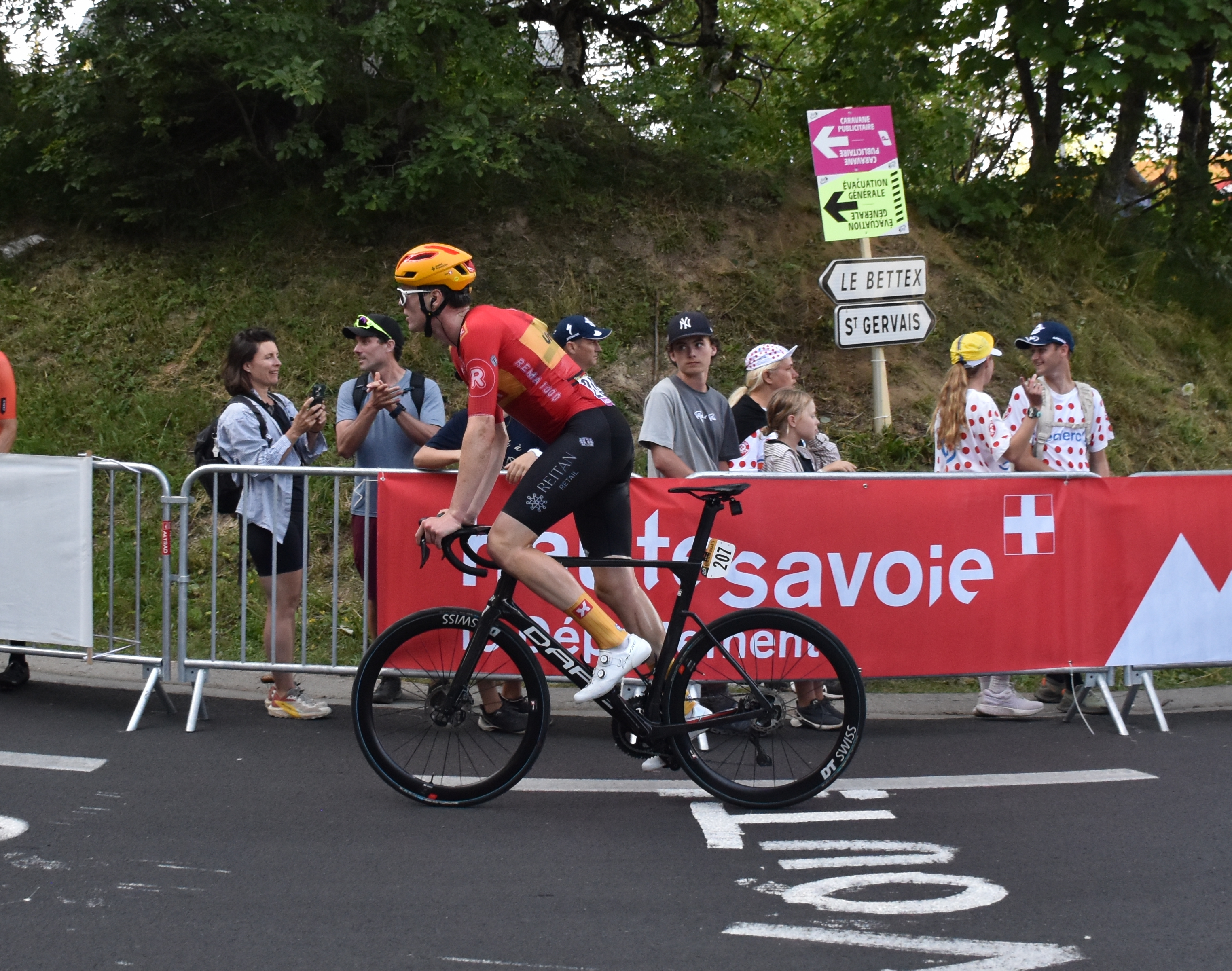
Søren Wærenskjold - Tour de France 2023 - 15e étape

### Uno X (depuis 2021)

#### 2021 - 2023

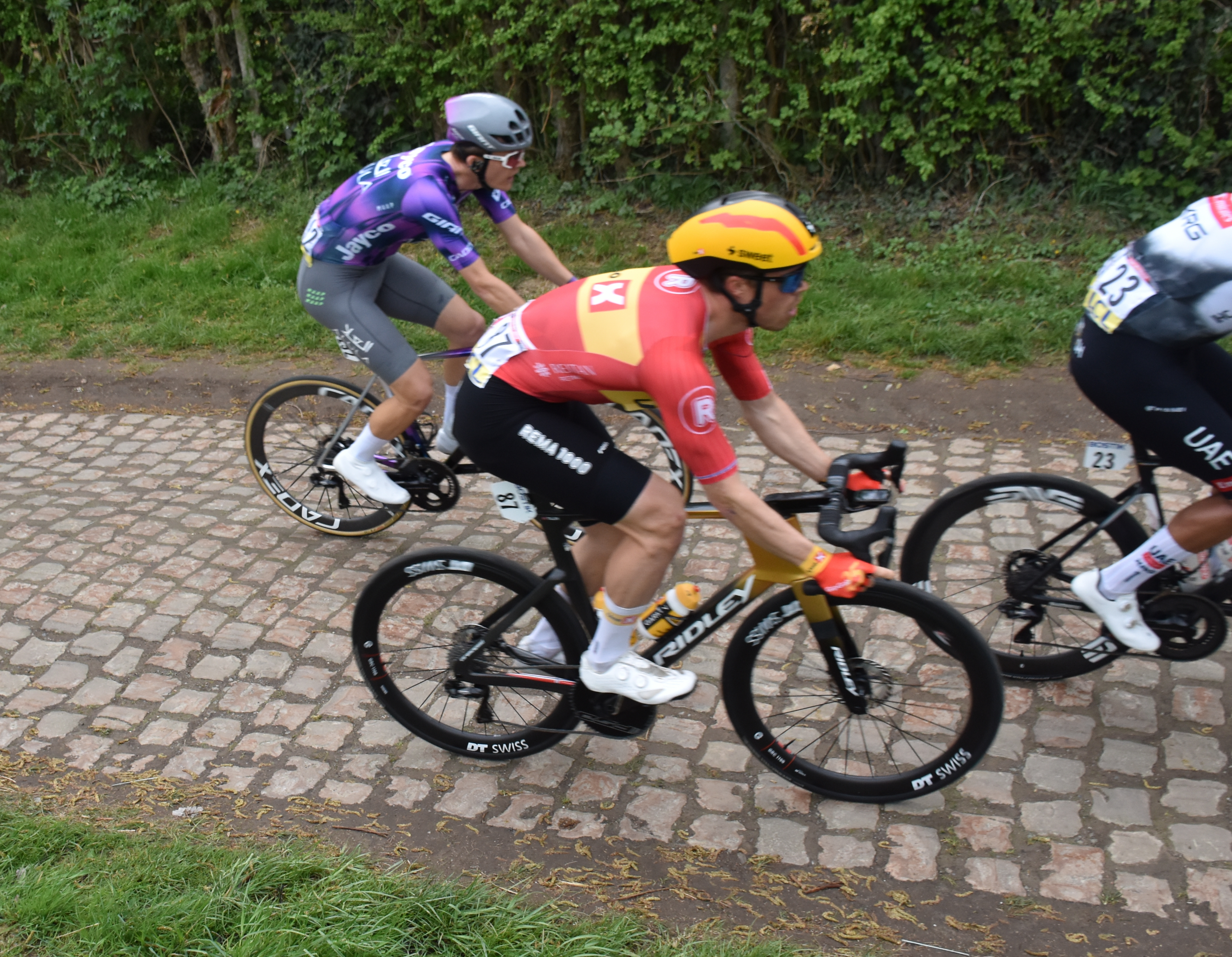
Soren Waerenskjold N87 - Paris-Roubaix 2025.

Initialement sous contrat avec Uno-X Pro jusqu'en fin d'année 2023, l'équipe norvégienne annonce en avril 2023 l'extension du contrat de Wærenskjold jusqu'en fin d'année 2026.
Il est la révélation du Tour de Belgique 2023 où il remporte la 3e étape disputée contre-la-montre à Beveren en devançant entre autres un spécialiste de la discipline, Yves Lampaert, et Mathieu van der Poel. Terminant encore quatrième de la 4e étape vallonnée avec arrivée au Mur de Durbuy, il monte sur le podium du classement général à la deuxième place derrière Mathieu van der Poel et devant Casper Pedersen.

#### 2024: Tour de Belgique
Le 7 avril 2024, il réalise son premier top 10 sur un Monument en se classant neuvième de Paris-Roubaix. Comme l'année précédente, il remporte le contre-la-montre du Tour de Belgique 2024, disputé à Beringen lors de la 1re étape. Il revêt ainsi le maillot violet et blanc de leader du classement général qu'il parvient à conserver jusqu'à la dernière étape, lui permettant de gagner la première course à étapes de sa carrière professionnelle pour une compétition de l'UCI ProSeries. 

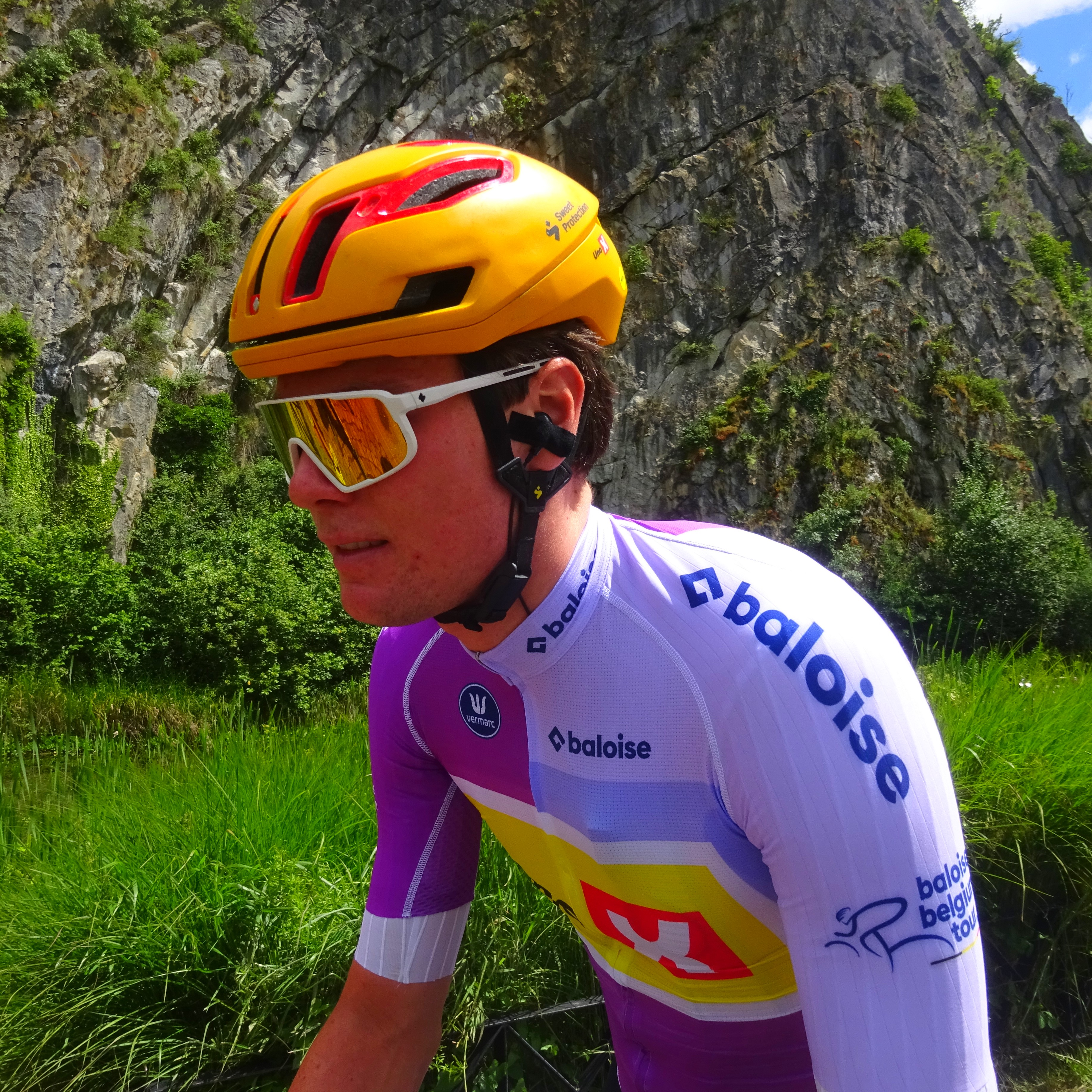
Søren Wærenskjold à Durbuy avec le maillot de leader du Tour de Belgique 2024

#### 2025: Circuit Het Nieuwsblad
Le 6 février, il gagne la 2e étape de l'Étoile de Bessèges à Marguerittes devant les Français Arnaud Démare et Paul Magnier. Le 1er mars, il remporte le Circuit Het Nieuwsblad, sa première classique de l'UCI World Tour, en gagnant le sprint d'une cinquantaine de coureurs devant Paul Magnier et Jasper Philipsen.

## Palmarès sur route

### Juniors et espoirs
- 2017
  -  Champion de Norvège du critérium juniors
  -  Champion de Norvège du contre-la-montre par équipes juniors
  - Classement général du Tour de Basse-Saxe juniors
  - 3e et 4e étapes du Grand Prix Rüebliland
  - 2e du championnat de Norvège du contre-la-montre juniors
  -  Médaillé d'argent du championnat d'Europe sur route juniors
  - 3e du championnat de Norvège sur route juniors
  - 5e du championnat d'Europe du contre-la-montre juniors
- 2018
  -  Champion de Norvège du contre-la-montre juniors
  -  Champion de Norvège du contre-la-montre par équipes juniors
  - 2ea étape du Trophée Centre Morbihan (contre-la-montre)
  - Saarland Trofeo :
    - Classement général
    - 3e étape

  - 2e du championnat de Norvège du critérium juniors
  - 3e du Trophée Centre Morbihan
  - 5e du championnat du monde du contre-la-montre juniors
- 2019
  -  Champion de Norvège du contre-la-montre par équipes
- 2020
  -  Champion de Norvège du contre-la-montre par équipes
  - Tour international de Rhodes :
    - Classement général
    - 1re et 3e étapes

  - 3e du championnat de Norvège du contre-la-montre
- 2021
  - Prologue de la Course de la Paix-Grand Prix Jeseníky
  - Prologue et 1re étape du Tour de l'Avenir
  -  Médaillé d'argent du championnat d'Europe du contre-la-montre espoirs
  - 2e du championnat de Norvège du contre-la-montre
  - 4e du championnat du monde du contre-la-montre espoirs
- 2022
  -  Champion du monde du contre-la-montre espoirs
  -  Champion de Norvège sur route espoirs
  - 1re étape du Tour de l'Avenir
  - 2e du Chrono des Nations espoirs
  -  Médaillé de bronze du championnat du monde sur route espoirs

### Professionnel
- 2023
  -  Champion de Norvège du contre-la-montre
  - 3e étape du Tour d'Arabie saoudite
  - 3e étape du Tour de Belgique (contre-la-montre)
  - 1re étape du Tour du Danemark
  - Tour du Poitou-Charentes en Nouvelle-Aquitaine :
    - Classement général
    - 1re étape

  - 2e du Tour de Belgique
- 2024
  -  Champion de Norvège du contre-la-montre
  - 2e étape de l'AlUla Tour
  - Tour de Belgique
    - Classement général
    - 1re étape (contre-la-montre)

  - Tour Poitou-Charentes en Nouvelle-Aquitaine : 
    - Classement général
    - 3e étape (contre-la-montre)

  - 3e du Grand Prix de Fourmies
  - 9e de Paris-Roubaix
  - 9e du championnat d'Europe du contre-la-montre
- 2025
  - 2e étape de l'Étoile de Bessèges-Tour du Gard
  - Circuit Het Nieuwsblad
  - 2e étape du Tour du Danemark
  - Prologue du Tour d'Allemagne
  - 10e du Copenhagen Sprint

### Résultats sur les grands tours

#### Tour de France
3 participations
- 2023 : 140e
- 2024 : 133e
- 2025 : abandon (10e étape)

### Classements mondiaux
| Année                                 | 2019  | 2020 | 2021 | 2022 | 2023 | 2024 |
| ------------------------------------- | ----- | ---- | ---- | ---- | ---- | ---- |
| Classement mondial                    | 1375e | 418e | 276e | 152e | 100e | 86e  |
| UCI Europe Tour                       | 942e  | 342e | 233e | 126e | 75e  | 69e  |
|                                       |       |      |      |      |      |      |
| Légende : nc = non classéSource : UCI |       |      |      |      |      |      |

## Palmarès en cyclo-cross
- 2016-2017
  -  Champion de Norvège de cyclo-cross juniors
- 2017-2018
  -  Champion de Norvège de cyclo-cross juniors
- 2018-2019
  - 3e du championnat de Norvège de cyclo-cross
- 2019-2020
  -  Champion de Norvège de cyclo-cross